# Poonakary Division
Poonakary Division är en division i Sri Lanka.   Den ligger i distriktet Kilinochchi District och provinsen Nordprovinsen, i den norra delen av landet, 280 km norr om huvudstaden Colombo. Antalet invånare är 20 225.